# Lovere
Lovere ist eine italienische Gemeinde mit 5006 Einwohnern (Stand 31. Dezember 2023) in der Provinz Bergamo, Lombardei. Lovere ist Mitglied der Vereinigung I borghi più belli d’Italia (Die schönsten Orte Italiens). 

## Geographie
Lovere liegt in Luftlinie etwa 32 Kilometer nordöstlich von Bergamo am Westufer des Iseosees in den Bergamasker Alpen im unteren Valcamonica. Das Gemeindegebiet grenzt an die Provinz Brescia. Die Nachbargemeinden sind Bossico, Castro, Costa Volpino, Pianico, Pisogne (BS) und Sovere.

## Sehenswürdigkeiten
Die Basilika Santa Maria in Valvendra wurde im Jahre 1473 erbaut. Unter anderem enthält sie Gemälde von Floriano Ferramola aus Brescia.

## Infrastruktur und Wirtschaft
Das Unternehmen Lucchini RS betreibt das 1856 auf der vorgelagerten Halbinsel von Lovere in Betrieb genommene Stahlwerk. Eine Eisenbahnfähre für Güterzüge bot von 1907 bis 1999 eine direkte Anbindung des Werksgeländes an die Bahnstrecke Palazzolo–Paratico.

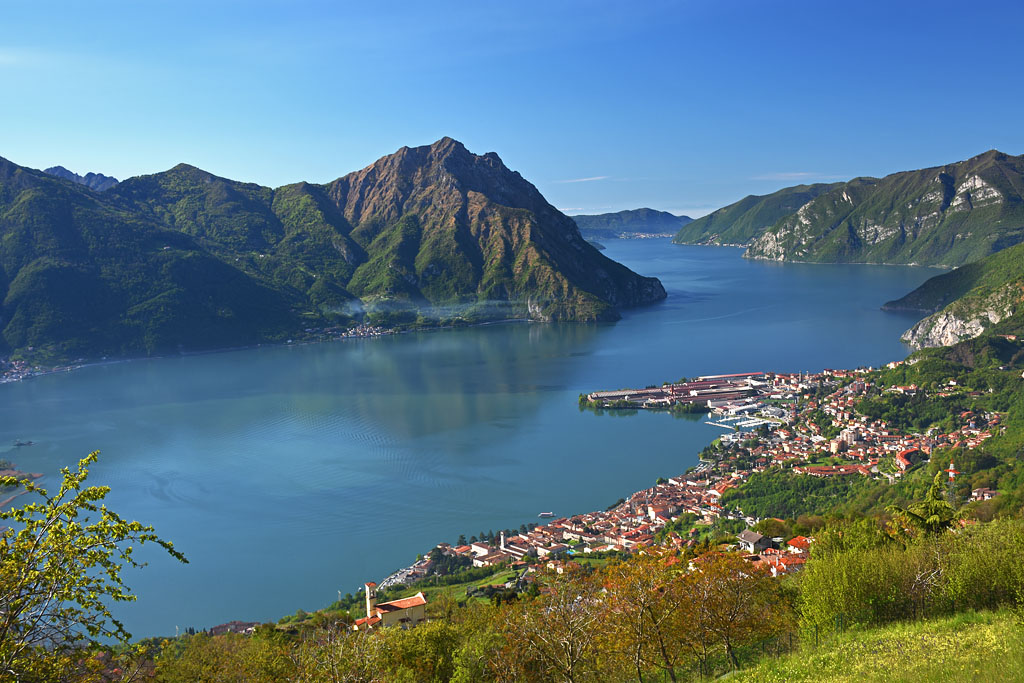
Lovere mit dem Westufer des Iseosees
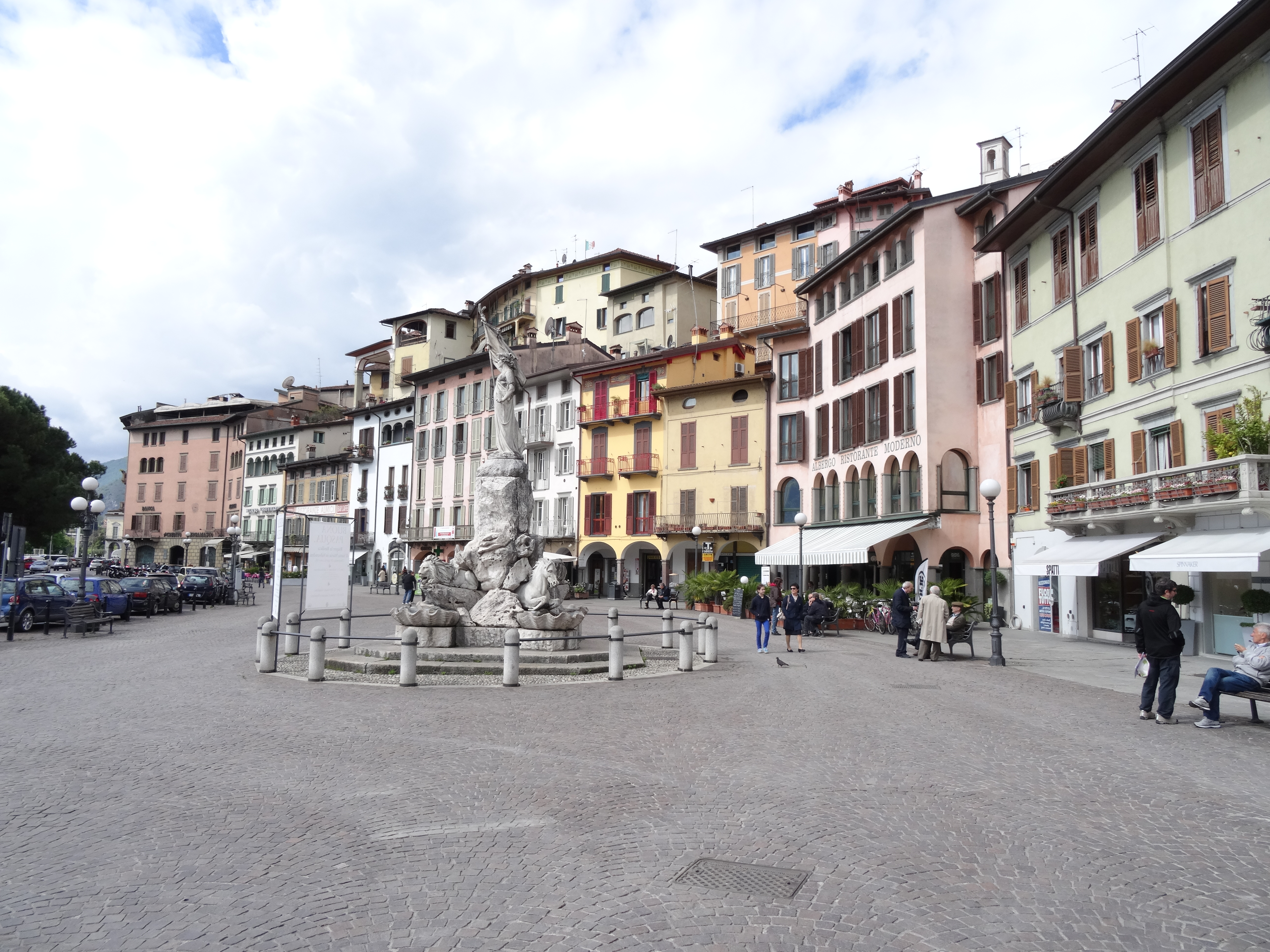
Piazza 13 Martiri
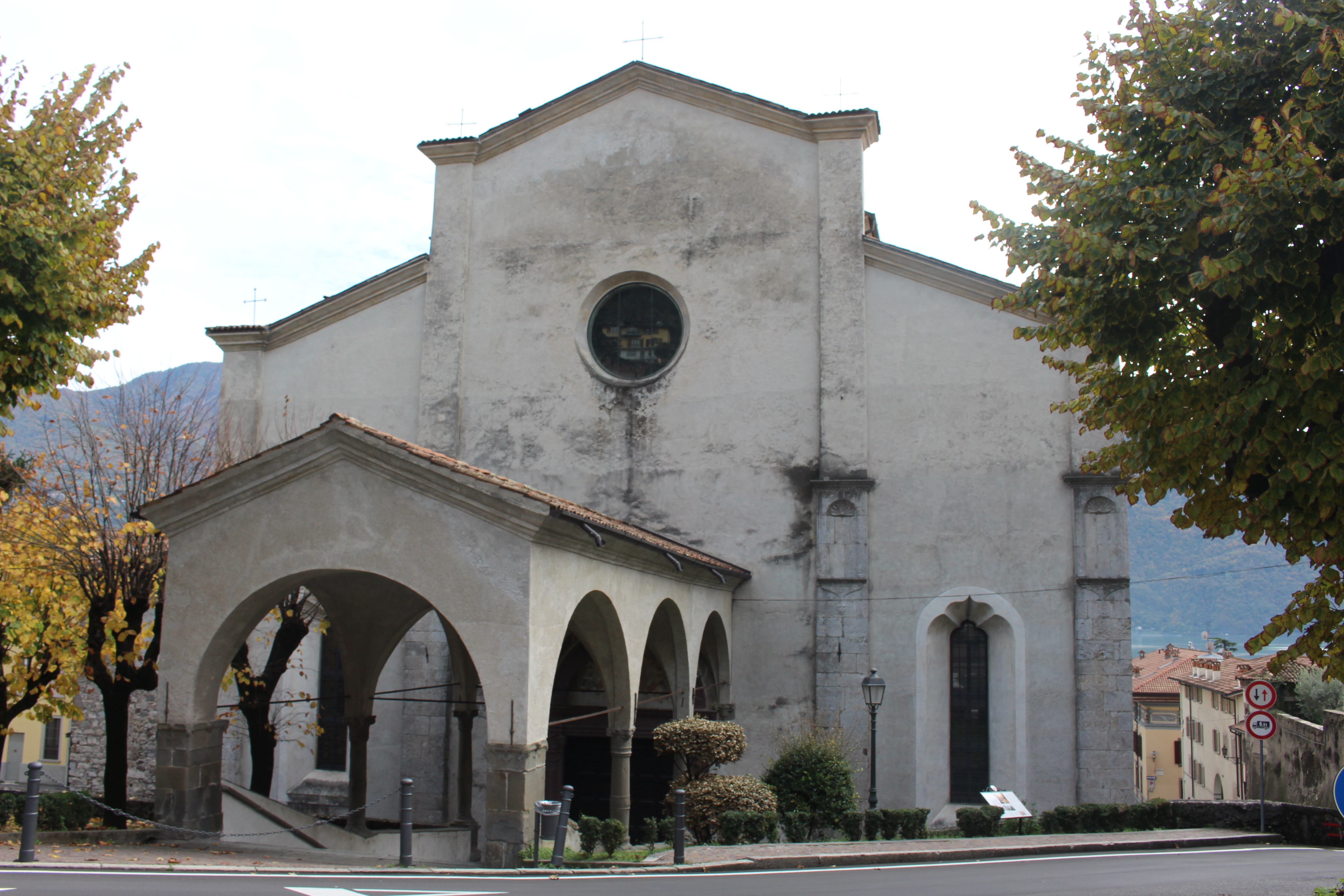
Basilica di Santa Maria in Valvendra
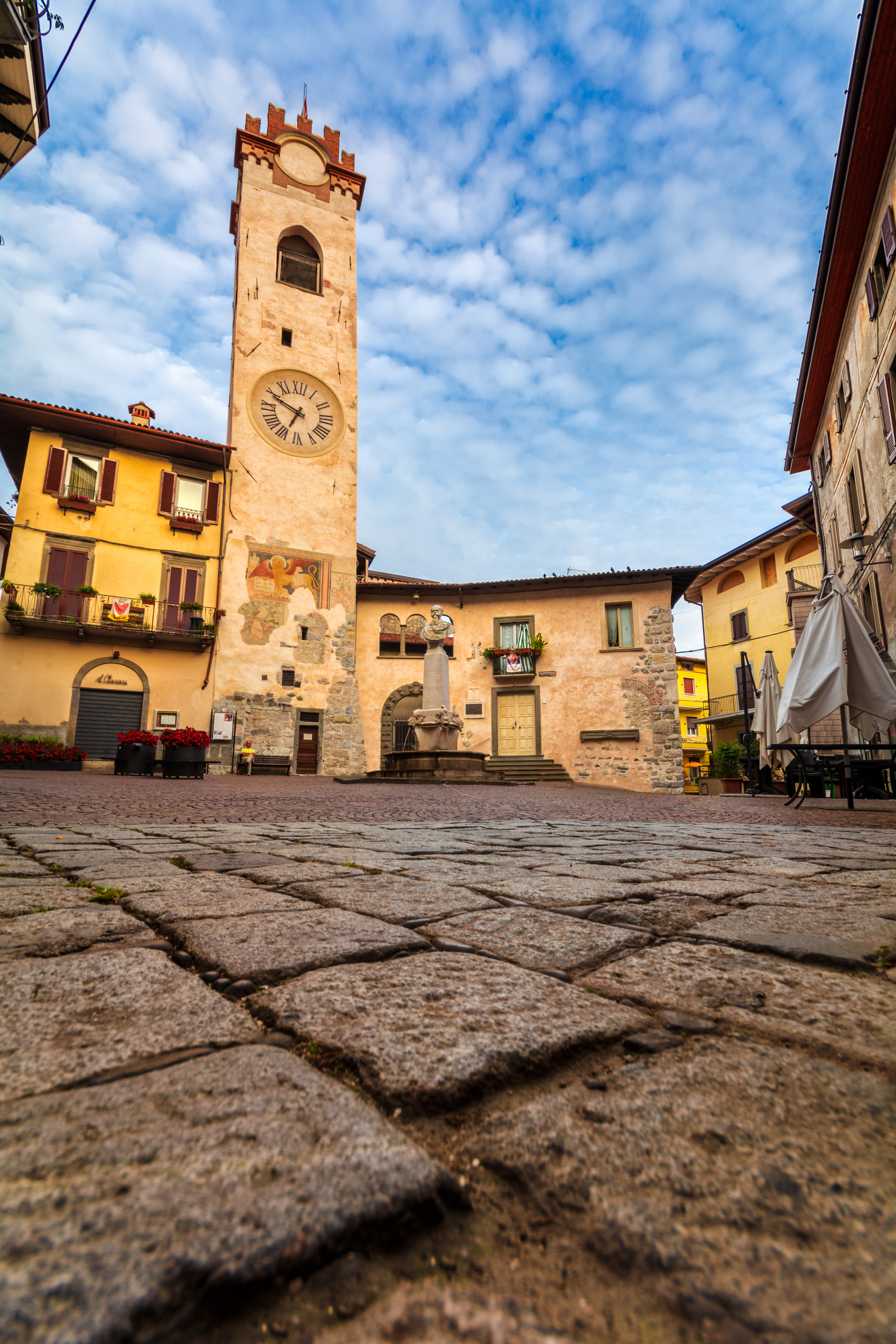
Torre Civica
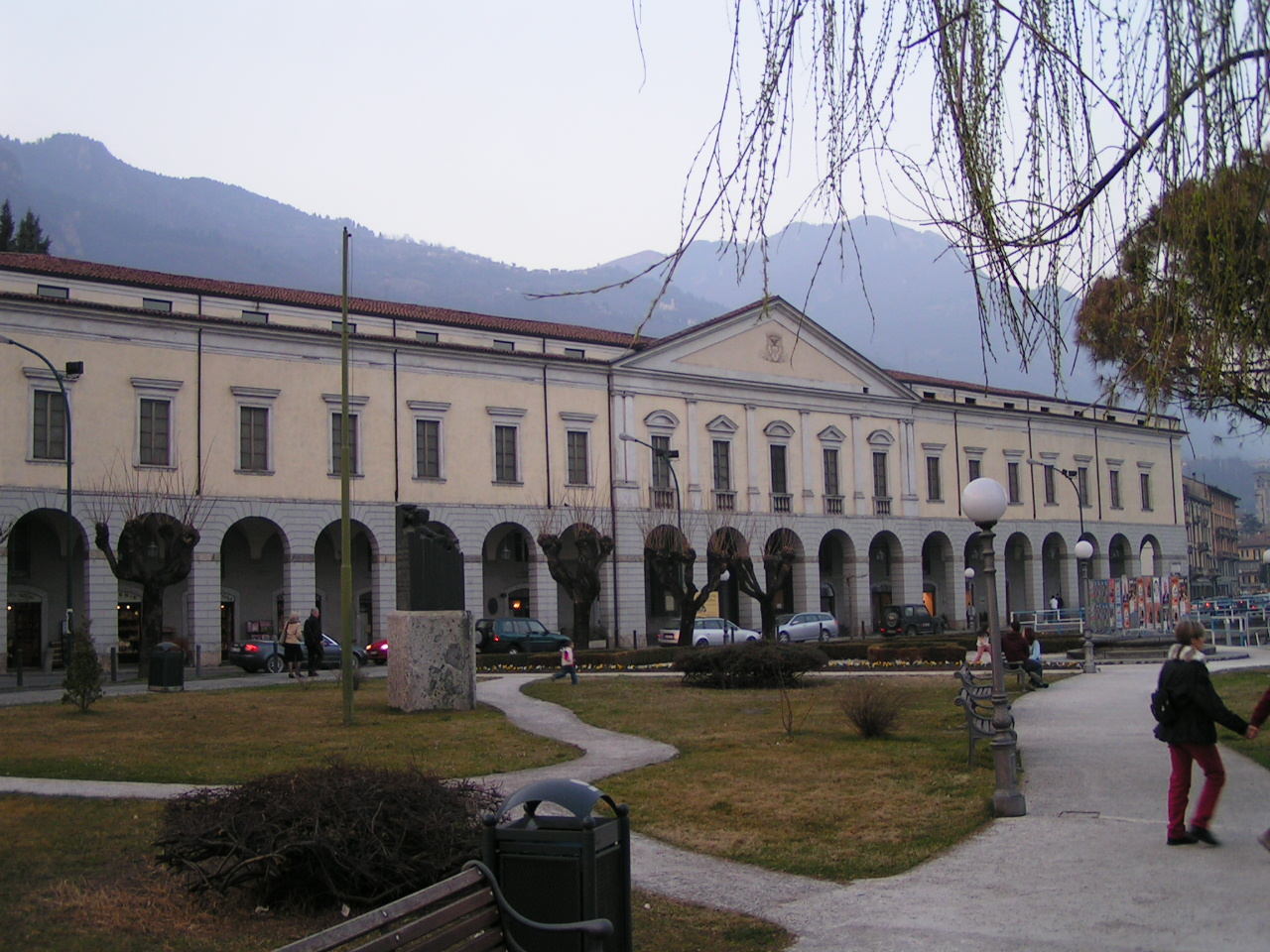
Accademia Tadini

## Persönlichkeiten
- Vincenza Gerosa (1784–1847), Ordensgründerin und Heilige der römisch-katholischen Kirche
- Bartholomäa Maria Capitanio (1807–1833), Ordensgründerin und Heilige der römisch-katholischen Kirche
- Elena Fanchini (1985–2023), Skirennläuferin
- Nadia Fanchini (* 1986), Skirennläuferin
- Marco Zanni (* 1986), Politiker
- Sabrina Fanchini (* 1988), Skirennläuferin
- Christian Falocchi (* 1997), Hochspringer